# Macchina per tatuaggi

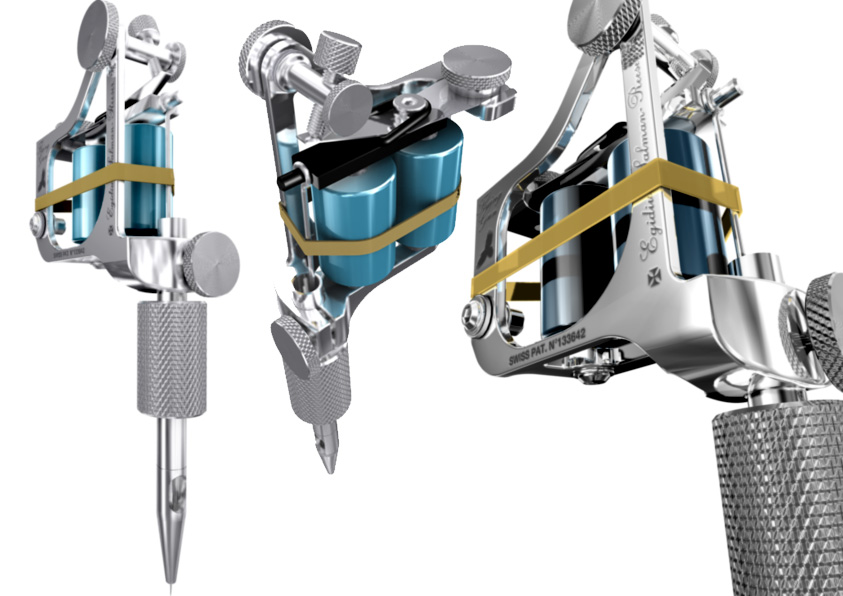
Una macchina per tatuaggi classica a bobine

La macchina per tatuaggi o elettrodermografo è un dispositivo elettrico manuale utilizzato per eseguire tatuaggi tramite l'introduzione di pigmenti nel derma.
Le macchine per tatuaggi moderne utilizzano un sistema di bobine elettromagnetiche che determinano un movimento lineare di una barra metallica. Al termine di questa sono posti uno o più aghi che penetrando la pelle lasciano i pigmenti nel derma, uno strato sottostante l'epidermide, non soggetto a continui ricambi di cellule, che causerebbero il deteriorarsi del tatuaggio in un breve lasso di tempo.
La velocità con la quale gli aghi penetrano la pelle è di circa 50 penetrazioni al secondo. Negli ultimi anni si è vista l'introduzione della macchinetta a motore elettrico chiamata "rotativa": a differenza delle bobine, infatti, troviamo un motorino elettrico di potenza variabile, che permette la penetrazione degli aghi nel derma. Questo tipo di macchinetta permette di avere un minor peso e una praticità unica, dato che essa può essere settata con poche semplici mosse, per essere utilizzata nella colorazione e nella delineatura, senza l'obbligo di avere due macchinette per queste operazioni.

## Storia

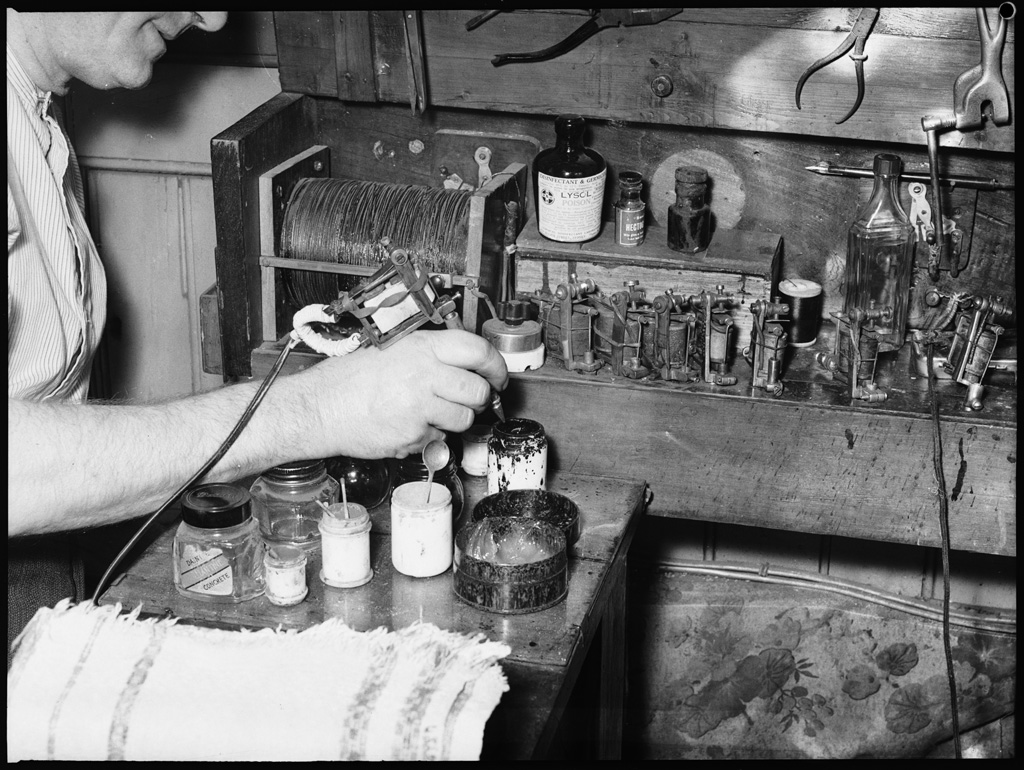
Attrezzatura per tatuaggi, Fred Harris Studio, Sydney, Australia

Il predecessore della macchina per tatuaggi è stata la penna elettrica inventata da Thomas Edison e brevettata nel 1876. Questa era stata progettata per duplicazione di documenti, ma nel 1891 Samuel O'Reilly scoprì che l'invenzione di Edison poteva essere modificata e usata per introdurre inchiostro nella pelle. Questa macchina per tatuaggi si basava su una tecnologia a movimenti rotatori, diversamente da quelle moderne. La prima macchina per tatuaggi a elettromagneti venne brevettata da Thomas Riley in inghilterra, a distanza di soli venti giorni dal brevetto di Samuel O'Reilly. "Nel 1978, Manfred Kohrs introdusse il primo nuovo progetto di macchina rotativa dopo quasi un secolo. La sua macchina era funzionalmente simile a quella di O'Reilly, tranne per il fatto che gli aghi erano azionati da un motore elettrico a corrente continua, anziché da magneti elettrificati." 
Un'ulteriore modifica venne attuata da Alfred Charles South che aggiunse una seconda bobina al meccanismo. Lo strumento così ottenuto era estremamente pesante e per renderlo più maneggevole veniva spesso applicata una molla che lo collegava al soffitto, scaricandovi parte del peso. Le macchine per tatuaggi più moderne rendono possibile controllare la profondità della penetrazione dell'ago, la velocità e la forza di applicazione permettendo grande precisione.

## Classificazione macchinette

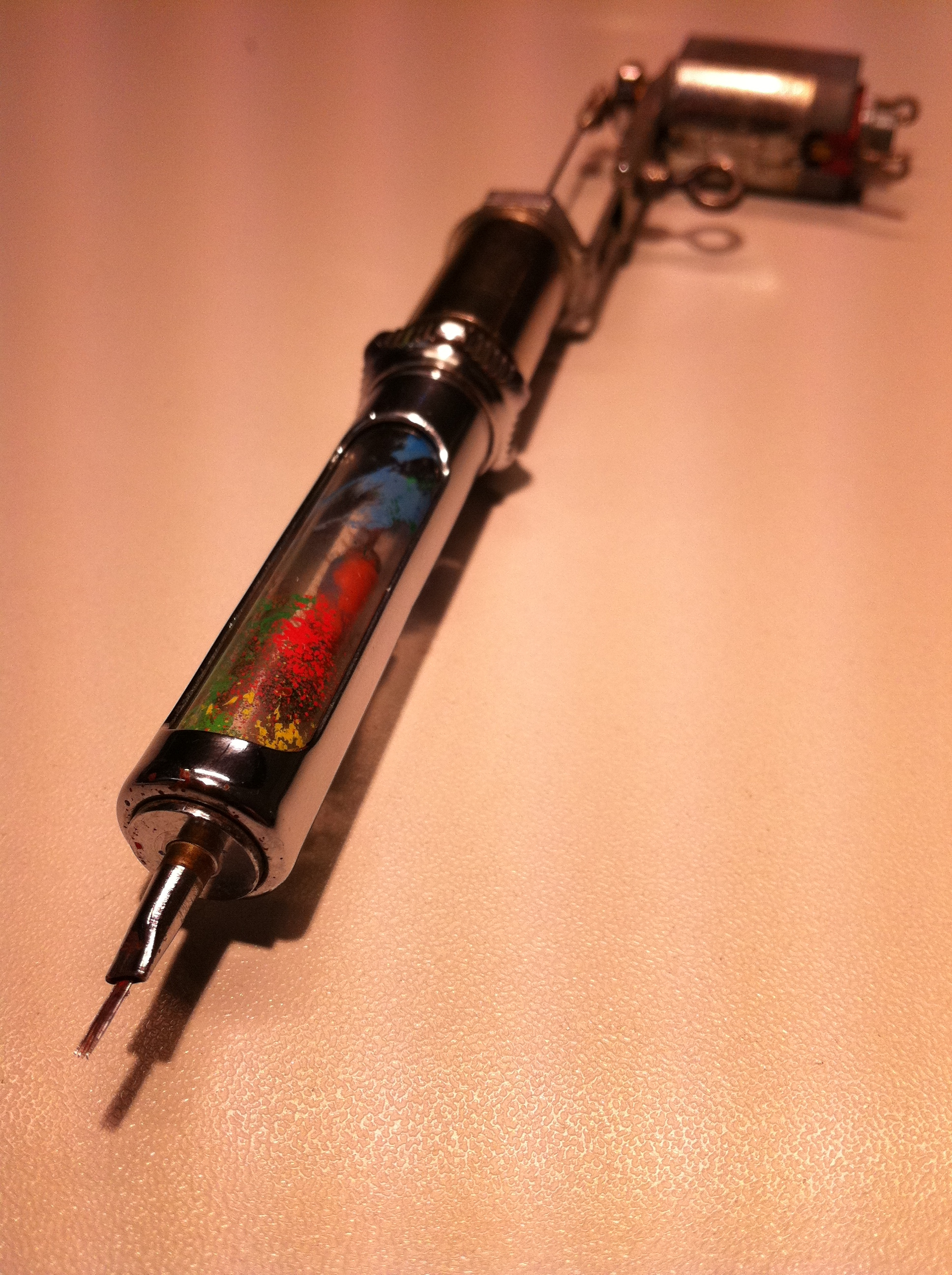
Una macchinetta rotativa del 1978 Manfred Kohrs

Esistono molti tipi di macchine. Liner e shader sono le macchine più comuni dal punto di vista tecnico. Meccanicamente, ci sono macchinette per tatuaggi a bobina; anche macchine pneumatiche e macchinette rotative o lineari.
- Macchinetta rotativa: le macchinette rotative erano le originali, basate sulla tecnologia rotativa, inventata da Samuel O'Reilly e migliorata dai tatuatori nel corso degli anni. Le macchine di tipo rotativo utilizzano un motore elettrico per azionare gli aghi. Alcuni aggiornamenti recenti includono l'utilizzo di una barra di armatura per aumentare l'efficienza, una caratteristica delle macchine a bobina. Recentemente, ci sono stati miglioramenti per rendere questo tipo di macchina pneumatica, al posto del motore elettrico utilizzato ora.
- Macchinetta a due bobine: le macchinette a bobina sono le più comunemente viste e utilizzate. Queste macchine utilizzano un circuito elettromagnetico per spostare il raggruppamento degli aghi. Esistono molte varianti, dalle macchine a bobina singola a quelle a tripla bobina. Possono essere realizzati con molti materiali diversi e in molte dimensioni e forme diverse. Le macchine a doppia bobina sono considerate standard. Le bobine generalmente vanno da 8 a 10 avvolgimenti. Le bobine creano l'impedenza, o resistenza, utilizzata per regolare correttamente la velocità e la potenza della macchina. Ciò causa meno traumi alla pelle.
- Macchinetta liner: lo scopo di una macchina per liner è di stendere l'inchiostro nella pelle in un unico passaggio per creare una linea dominante. Utilizza un cortocircuito di contatto (circa 1,5 mm–2 mm), che fa sì che la macchina funzioni più velocemente.
- Macchinetta shader: la macchina shader è comunemente usata per sfumare il nero o varianti di inchiostro nero, sebbene in questo tipo di macchina vengano utilizzati anche colori diversi dal nero. Il livello di saturazione di questa macchina è basso. Utilizza una distanza di contatto maggiore rispetto a un rivestimento (circa 2 mm–3,5 mm) per renderlo leggermente più lento. Questa macchina viene utilizzata anche per scolpire linee. Alcuni tatuatori usano questo tipo di macchina per tutte le linee, in quanto consente di ripercorrere le linee con meno traumi alla pelle.
- Macchinetta pneumatica: una macchinetta pneumatica è alimentata da un compressore d'aria ed è estremamente leggera. Le macchinette pneumatiche per tatuaggi utilizzano aria pressurizzata per azionare gli aghi su e giù. Queste macchinette per tatuaggi sono facilmente sterilizzabili in quanto l'intera macchina può essere collocata in un'autoclave senza alcun grosso smontaggio (a differenza delle tradizionali macchine a bobina che richiedono lo smontaggio completo prima di essere collocate in autoclave). Secondo il tatuatore, non è stato all'altezza del suo clamore.

Le macchinette per tatuaggi non si limitano solo a questi tipi. Una variante comune sta avendo un "cutback", che utilizza molle anteriori più rigide. Questo è più comunemente usato nei liner, ma è noto per essere usato su macchine shader, più tipicamente per il lavoro di ritratto. Le macchine sono generalmente classificate in varietà a corsa lunga e corsa corta. Le macchine a corsa più lunga sono buone per colorare e ombreggiare, oltre a scolpire le linee, mentre fanno meno danni alla pelle dei clienti. Le macchine a corsa più corta sono comunemente utilizzate per il rivestimento in uno stile a passaggio singolo e anche in una configurazione shader per ottenere una gradazione più sottile del nero come si troverebbe nei ritratti. Lunghezza, larghezza, tensione, angolo e rigidità della molla variano la funzionalità della macchina. Gli spazi tra i contatti, i condensatori e persino lo stile della macchina e i suoi angoli di deflessione, possono anche essere tutte varianti nell'ottimizzazione della macchina. La corretta messa a punto della macchina è fondamentale per il tipo di macchina utilizzata, anche per il tipo di tatuaggio che l'artista sta facendo.